# Área de Conservação da Paisagem de Lüsingu
A Área de Conservação da Paisagem de Lüsingu é um parque natural localizado no condado de Järva, na Estónia.
A sua área é de 109 hectares.
A área protegida foi fundada em 2006 para proteger paisagens e áreas cársticas na freguesia de Ambla.